# کودتای ۱۹۶۴ برزیل
کودتای ۱۹۶۴ برزیل (پرتغالی: Golpe de estado no Brasil em 1964 یا چنانکه در بزریل در محاوره گفته می‌شود: golpe de 64‎) سلسله وقایعی بود که از ۳۱ مارس تا ۱ آوریل ۱۹۶۴ در کشور برزیل اتفاق افتاد و منجر به براندازی دولت رئیس‌جمهور ژائو گولارت به دست نیروهای مسلح برزیل شد. این کودتا با پشتیبانی دولت وقت ایالات متحده آمریکا انجام شد. یک روز پس از کودتا، در حالی که ارتش کنترل کشور را به دست گرفته بود، سخنگوی کنگره ملی برزیل رسماً از کودتا حمایت کرد و با خالی اعلام‌کردن مقام ریاست‌جمهوری، کودتا را تایید نمود (هرچند گولارت هرگز رسماً استعفا نداده بود). در آخرین انتخابات ریاست‌جمهوری پیش از کودتا در سال ۱۹۶۰، ژانیو کوآدروس که از اعضای محافظه‌کار «حزب ملی کار» برزیل و مورد حمایت اتحادیهٔ ملی دموکراتیک برزیل بود به صورت دموکراتیک به ریاست‌جمهوری انتخاب شده بود و گولارت که عضو «حزب کار» برزیل بود هم به معاونت رییس‌جمهوری رسید.
کوآدروس در سال ۱۹۶۱، یعنی در نخستین سال ریاست‌جمهوری‌اش، طی یک مانور سیاسی ضعیف از ریاست‌جمهوری استعفا داد. او گمان می‌کرد اگر استعفا بدهد، تظاهرات عمومی گسترده‌ای به راه می‌افتد و مردم خواستار بازگشت او به قدرت می‌شوند و محبوبیتش افزایش پیدا می‌کند اما محاسبات او درست از آب درنیامد. طبق مفاد قانون اساسی برزیل، در صورت خالی‌شدن جایگاه ریاست‌جمهوری، معاون رییس‌جمهور یعنی گولارت خودبه‌خود جانشین کوآدروس می‌شد اما گولارت، در این بحبوحه، برای سفری دیپلماتیک به جمهوری خلق چین رفته بود. گولارت یک ناسیونالیست میانه‌رو بود اما نیروهای ستیزه‌جوی دست راستی او را به کمونیست بودن متهم می‌کردند و کوشیدند جلوی رییس‌جمهور شدن او را بگیرند. پس از مذاکراتی طولانی که عمدتاً به رهبری تانکردو نوس انجام شد، حامیان گولارت و نیروهای دست راستی توافق کردند که نظام پارلمانی جایگزین نظام ریاستی در کشور شود. بر اساس این توافق، گولارت به عنوان رئیس کشور کار خود را ادامه داد، هرچند با قدرت کمتر، و نوس هم به نخست‌وزیری رسید.
در سال ۱۹۶۳ رفراندومی در برزیل برگزار شد و مجدداً نظام ریاستی را در کشور مستقر کرد و گولارت مقام ریاست‌جمهوری را با اختیار و قدرت کامل به دست گرفت. در دوران ریاست‌جمهوری گولارت مشکلاتی جدی در سیاست برزیل بروز کرد و در چارچوب جنگ سرد نیز اختلافاتی گریبانگیر برزیل شد که دولت او را بیش از پیش تضعیف نمود. گولارت برنامه‌ای به نام برنامهٔ اصلاحات اساسی (Reformas de Base) ارائه کرد که به صورت بالقوه می‌توانست سود شرکت‌های بزرگ را اصطلاحاً سوسیالیزه (مردمی) کند. بخش‌های دست راستی جامعه و نیروهای مسلح، این برنامه را یک «تهدید سوسیالیستی» نامیدند و تظاهرات بزرگی موسوم به راهپیمایی‌های خانواده با خدا برای آزادی علیه دولت ترتیب دادند.
در پی کودتای ‍۱۹۶۴، یک خونتای نظامی در برزیل به قدرت رسید که به جهت سیاسی به سمت منافع دولت ایالات متحده آمریکا گرایش داشت. دیکتاتوری نظامی برزیل تا سال ۱۹۸۵ یعنی ۲۱ سال به طول انجامید. در ۱۹۸۵، تانکردو نوس به صورت غیرمستقیم به عنوان اولین رئیس‌جمهور غیرنظامی برزیل از زمان انتخابات ۱۹۶۰ انتخاب شد.